# Wilfrid Dixon
Wilfrid Joseph Dixon (1915 – 2008) va ser un matemàtic i estadístic nord-americà que va fer importants contribucions a l'estadística no paramètrica, l'autocorrelació, els dissenys experimentals, l'estadística robusta i l'anàlisi de dades incompletes.

## Biografia
Nascut a Portland (Oregon) Dixon es va llicenciar en Matemàtiques a l'Oregon State College el 1938. Va continuar els seus estudis de postgrau a la Universitat de Wisconsin-Madison, on va obtenir un mestratge en 1939. El 1944 va obtenir el doctorat en Estadística Matemàtica a Princeton University sota la direcció de Samuel Wilks amb la tesi “Further Contributions to the Theory of Serial Correlation”.
Dixon va ser professor a la University of Oklahoma (1942-1943), University of Oregon (1946-1955) i Universitat de California a Los Angeles (UCLA) des de 1955 fins a 1986 i a continuació professor emèrit. Durant la Segona Guerra Mundial va ser analista d'operacions a Princeton University i a l'illa de Guam al servei de l'Office of Scientific Research and Development.
A la UCLA, Dixon va treballar conjuntament en el Departament de Medicina Preventiva de la Facultat de Medicina i en la Divisió de Bioestadística a l'Escola de Salut Pública. Va ser el primer titular d'estadística en cadascuna d'aquestes escoles. A més, Dixon va iniciar la Divisió de Bioestadística, el seu programa de postgrau i va ser el seu primer director. Va organitzar el Departament de Biomatemàtica a l'Escola de Medicina i va exercir com a president d'aquest departament des de la seva creació el 1967 fins a l'any 1974.
Com a membre del U.S. - U.S.S.R. Joint Working Group on Computer Software (1974-1980) Dixon va exercir d'enllaç amb el Laboratori Kolmogorov de la Universitat de Moscou.
De 1979 a 1981 va ser vicepresident de la International Association for Statistical Computing (IASC) en realitat realitzant les funcions de President en el lloc de Maurice Kendall, malalt.
Va ser Fellow de l'American Statistical Association, l'Institute of Mathematical Statistics, la Royal Statistical Society i l'American Association for the Advancement of Science. L'any 1992 va rebre de l'American Statistical Association la Wilks Medal.

## Aportacions Científiques
Moltes de les seves més de 120 publicacions són el resultat de col·laboracions a llarg termini en altres camps com ara farmacologia, fisiologia, cirurgia, neurologia, citologia i psiquiatria. El seu compromís amb la consultoria estadística, juntament amb la seva idea per parametritzar els programes d'ordinador en 1960, va portar al desenvolupament de BMD, Biomedical Computer Programs, un dels primers paquets de programari estadístics generals que va evolucionar fins a convertir-se en el conegut BMDP Statistical Software.
Va organitzar les seccions de Statistical Computing a l'Associació Americana d'Estadística (ASA) i a l'Institut Internacional d'Estadística (ISI). Va fer importants contribucions a l'estadística no paramètrica, l'autocorrelació, els dissenys experimentals, l'estadística robusta i l'anàlisi de dades incompletes.
Mentre era a la University of Oregon (1951), Dixon, juntament amb Frank Massey, va publicar el primer llibre de text d'estadística escrit per a no matemàtics del que es van vendre més de 300.000 exemplars.
Va tenir una visió àmplia de les estadístiques i de les potencialitats dels seus estudiants. Per citar Dixon: "L'estadística és una ciència en si mateixa, no és una branca de les matemàtiques ...la consultoria estadística pot ser tan imaginativa i creativa com qualsevol altra obra artística". La principal contribució de Dixon va ser la seva capacitat per reduir la bretxa entre la teoria i les aplicacions i poder enfrontar-se a problemes aplicats difícils.

## Publicacions seleccionades
- W. J. Dixon; A. M. Mood “The Statistical Sign Test” Journal of the American Statistical Association, 41, (236) 557-566 (1946) DOI:10.1080/01621459.1946.10501898
- W. J. Dixon “Analysis of extreme values” Annals of Mathematical Statistics 21, (4) 488-506 (1950) doi:10.1214/aoms/1177729747
- W. J. Dixon; F. J. Massey Jr. “An Introduction to Statistical Analysis” New York: McGraw-Hill. (1951)
- W. J. Dixon “Ratios Involving Extreme Values” Annals of Mathematical Statistics, 22, (1) 68-78 (1951) DOI:10.1214/aoms/1177729693
- R. B. Dean, W. J. Dixon “Simplified Statistics for Small Numbers of Observations” Analytical Chemistry 23 (4), 636–638 (1951) DOI: 10.1021/ac60052a025
- W. J. Dixon “Processing Data for Outliers” Biometrics. 9, (1) 74-89 (1953) DOI: 10.2307/3001634
- W. J. Dixon; A. M. Mood “Power functions of the sign test and power efficiency for normal alternatives” Annals of Mathematical Statistics, 24, 467-473 (1953) DOI:10.1214/aoms/1177728986
- W. J. Dixon “Power under normality of several nonparametric tests” Annals of Mathematical Statistics 25, (3) 610-614 (1954) DOI:10.1214/aoms/1177728732
- W. J. Dixon. “Estimates of the Mean and Standard Deviation of a Normal Population” Annals of Mathematical Statistics. 28, (3) 806-809 (1957) DOI:10.1214/aoms/1177706898
- W. J. Dixon. “Simplified Estimation from Censored Normal Samples” Annals of Mathematical Statistics. 31, (2) 385-391 (1960) DOI:10.1214/aoms/1177705900
- W. J. Dixon. “BMD: Biomedical Computer Programs” Berkeley: University of California Press (1965)
- W. J. Dixon; R. A. Kronmal “The Choice of Origin and Scale for Graphs” Journal of the Association for Computing Machinery. 12, (2) 259-261 (1965) DOI: 10.1145/321264.321277
- W. J. Dixon; J. W. Tukey “Approximate behavior of the distribution of Winsorized t” Technometrics. 10, (1) 83-98 (1968) DOI: 10.1080/00401706.1968.10490537
- P. R. May; P. Potepan; C. Yale; W. J. Dixon. “Assessment of psychiatric outcome: II. Simple Simon analysis” Journal of Psychiatric Research. 9, (4) 285-292 (1972)
- W. J. Dixon; W.L. Nicholson (Eds.) “Exploring Data Analysis: The Computer Revolution in Statistics” Berkeley: University of California Press (1974) ISBN 0520024702 ISBN 9780520024700
- K. K. Yuen; W. J. Dixon "The approximate behaviour and performance of the two-sample trimmed t” Biometrika. 60, (2) 369-374 (1973) DOI: 10.2307/2334550
- M. A. Hill; W. J. Dixon “Robustness in real life: A study of clinical laboratory data” Biometrics, 38, (2) 377-396 (1982) DOI: 10.2307/2530452

## Altres fonts
- Di Nancy Flournoy. A Conversation with Wilfrid J. Dixon, a ''Statistical Science'', 8, (4) 458-477 (1993)
- Wilfrid J. Dixon Princeton Alumni Weekly 23 setembre 2009
- Wilfrid Dixon a Mathematics Genealogy Project
- Jack R. Borsting ''In Memoriam'' University of California Los Angeles Arxivat 2016-03-03 a Wayback Machine.